# Vlag van Damme
De vlag van Damme werd door de gemeenteraad op 20 januari 1981 officieel vastgesteld als de gemeentelijke vlag van de West-Vlaamse gemeente Damme. Op 13 maart 1981 werd hij door het koninklijk besluit bevestigd en uiteindelijk gepubliceerd op 30 april 1981 in het officiële Belgisch Staatsblad.
Officieel wordt de vlag beschreven als:
Drie even hoge banen van rood, van wit en van rood, met op het wit een zwarte springende gehalsbande hond.
De vlag is volledig gebaseerd op het wapen van de stad en ziet er dus helemaal hetzelfde uit.

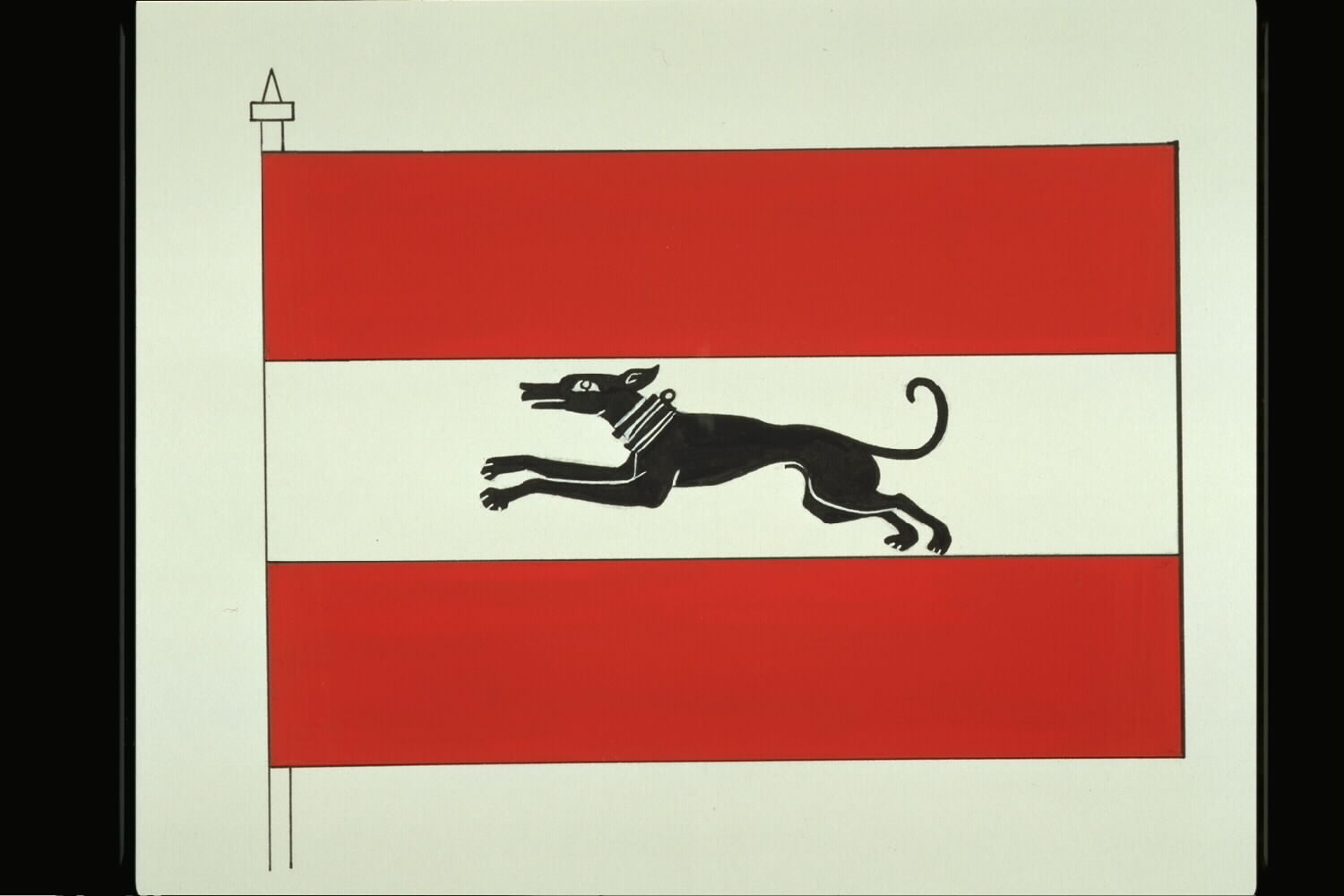
Officiële tekening van de vlag